# Alexander Brandner
Alexander Brandner (* 6. September 1992) ist ein österreichischer Nordischer Kombinierer.

## Werdegang
Seine ersten FIS-Wettkämpfe bestritt Alexander Brandner im Jahr 2007. Am 9. Dezember 2011 debütierte er im US-amerikanischen Soldier Hollow im Continental Cup der Nordischen Kombination. Im Gundersen-Wettkampf von der Normalschanze belegte er den 24. Rang. Sein bestes Resultat in dieser Wettbewerbsserie erreichte er am 15. März 2014, als er im finnischen Kuusamo einen Einzelwettbewerb gewann. Sein Debüt im Weltcup der Nordischen Kombination gab er am 26. Jänner 2013 in Klingenthal. Dort ging er im folgenden Monat noch bei zwei weiteren Wettkämpfen im kasachischen Almaty an den Start. Bestes Ergebnis war ein 31. Platz.
Brandner nahm an den Nordischen Junioren-Skiweltmeisterschaften 2012 in Erzurum teil. Gemeinsam mit David Pommer, Franz-Josef Rehrl und Philipp Orter gewann er die Goldmedaille im Teamwettbewerb. Dies stellt den größten Erfolg seiner Karriere dar.
Seinen bislang letzten internationalen Wettkampf absolvierte Alexander Brandner am 13. Feber 2016.

## Erfolge

### Nordische Junioren-Skiweltmeisterschaften
- Erzurum 2012: 1. Team (HS 109/4 × 5 km), 9. Gundersen (HS 109/10 km)

### Continental-Cup-Siege im Einzel
| Nr. | Datum         | Ort     | Disziplin |
| --- | ------------- | ------- | --------- |
| 1.  | 15. März 2014 | Kuusamo | Gundersen |

### Continental-Cup-Platzierungen
| Saison  | Platz | Punkte |
| ------- | ----- | ------ |
| 2011/12 | 35.   | 120    |
| 2012/13 | 09.   | 385    |
| 2013/14 | 08.   | 333    |
| 2014/15 | 16.   | 226    |
| 2015/16 | 23.   | 152    |

### Grand-Prix-Platzierungen
| Saison | Platz | Punkte |
| ------ | ----- | ------ |
| 2013   | 41.   | 27     |
| 2014   | 38.   | 07     |